# Dalsze
Dalsze est une localité polonaise située dans la gmina mixte et le powiat de Myślibórz en voïvodie de Poméranie-Occidentale. Elle se situe à environ 57 km au sud de la capitale régionale Szczecin.

## Géographie

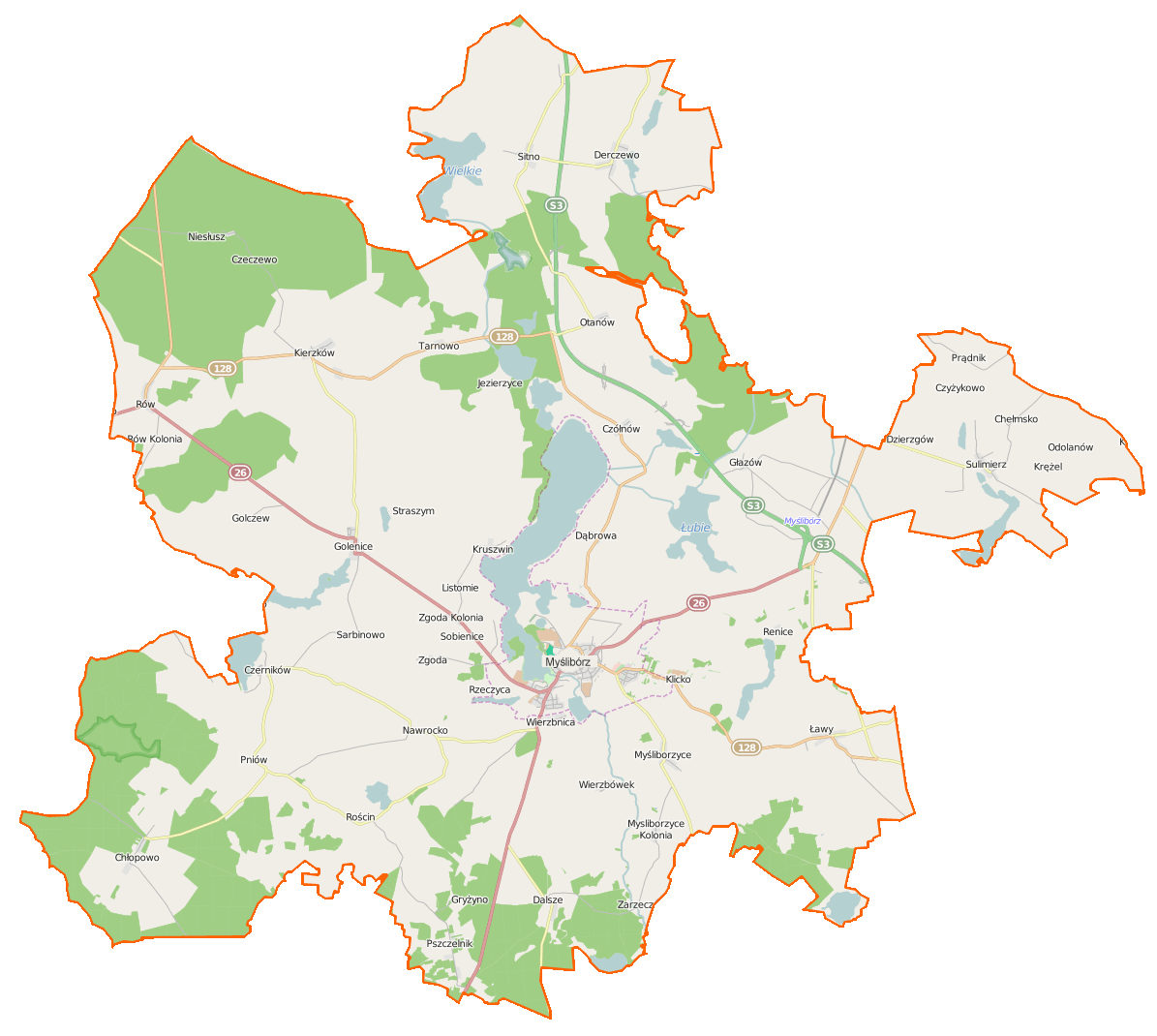
Carte de la gmina de Myślibórz.